# Predrag Rajković
Predrag Rajković (serbisch-kyrillisch Предраг Рајковић; * 31. Oktober 1995 in Negotin, BR Jugoslawien) ist ein serbischer Fußballtorwart, der seit Sommer 2024 beim Ittihad FC unter Vertrag steht. Mit den serbischen Juniorennationalmannschaften gewann er die Europa- und Weltmeisterschaft.

## Karriere

### Verein
Rajković begann in seiner Heimatstadt Negotin beim FK Hajduk Veljko das Fußballspielen. Hier wurde er von seinem Vater, der ebenfalls Torhüter in dem kleinen Verein war, trainiert. Der FK Jagodina erkannte schnell sein Talent und nahm den damals 13-Jährigen in die Nachwuchsabteilung auf. Ab der Saison 2012/13 war der Teenager fester Bestandteil des Profikaders und kam als zweiter Torhüter zu einigen Einsätzen in der serbischen Eliteklasse. Zur folgenden Saison wechselte Rajković zum Ligakonkurrenten und Rekordmeister FK Roter Stern Belgrad. Gleich in seiner ersten Saison gewann er mit dem Traditionsverein die Meisterschaft, kam aber hinter dem Stammtorwart Boban Bajković nur selten zum Einsatz. Ab der Saison 2014/15 verdrängte er seinen neuen Konkurrenten Damir Kahriman und etablierte sich als neue Nummer eins. Zur Rückrunde übernahm Rajković im Alter von 19 Jahren das Kapitänsamt. Im darauffolgenden Sommer wechselte der Serbe kurz vor dem Ende der Transferperiode für eine Ablösesumme von drei Millionen Euro zum israelischen Champions-League-Teilnehmer Maccabi Tel Aviv.
Im Juni 2019 wechselte er zur neuen Saison 2019/20 zum französischen Erstligisten Stade Reims. Nach 102 Ligaspiele in drei Spielzeiten, drei Spielen im Ligapokal und zwei Qualifikationsspielen zur Europa League wechselte Rajković im Juli 2022 zum spanischen Erstligisten RCD Mallorca und unterschrieb dort einen Vertrag bis zum Ende der Saison 2025/26.
Im August 2024 zog es ihn nach Saudi-Arabien. Mit dem al-Ittihad unterschrieb der serbische Torhüter einen Vierjahresvertrag.

### Nationalmannschaft
Rajković durchlief ab der U-16-Nationalmannschaft sämtliche Auswahlen Serbiens, dabei gewann er 2013 die U-19-Europameisterschaft in Litauen und 2015 die U-20-Weltmeisterschaft in Neuseeland, wobei der Schlussmann als bester Torhüter des Turniers ausgezeichnet wurde. Sein Debüt in der A-Nationalmannschaft gab er als 17-Jähriger am 7. August 2013 bei einem Länderspiel gegen Kolumbien im Mini Estadi in Barcelona, als er von Siniša Mihajlović zwei Minuten vor dem Spielende eingewechselt wurde. Zwei Jahre später gab Rajković bei einem Freundschaftsspiel gegen Frankreich sein Startelfdebüt. 2018 nahm er mit Serbien an der Fußball-WM teil, kam jedoch zu keinem Einsatz. Serbien schied noch in der Vorrunde aus.

## Erfolge
Verein:
- serbischer Pokalsieger mit dem FK Jagodina: 2013
- serbischer Meister mit dem FK Roter Stern Belgrad: 2014, 2016
- israelischer Meister mit Maccabi Tel Aviv: 2019

Nationalmannschaft:
- U-19-Europameister: 2013
- U-20-Weltmeister: 2015

### Auszeichnungen
- Serbiens Sportler des Jahres (Jugend): 2013
- Bester Torhüter der U-20-Weltmeisterschaft: 2015